# 土木工程拓展署
土木工程拓展署（英語：Civil Engineering and Development Department，縮寫CEDD）是中華人民共和國香港特別行政區政府發展局轄下的部門，主要服務範疇為土地及基礎建設、港口及海事工程服務、岩土工程服務、規管礦業和爆炸品，以及環境及可持續發展服務，其歷史可追溯至在香港成為英國殖民地後，由港英政府在十九世紀末成立的工務司署及在1951年設於勞工處的「礦務組」，後來經多次改組及與工務司署轄下的部門組織合併，成為現時的部門組織，現時「礦務處處長」一職亦由土木工程拓展署署長兼任。

## 組織
土木工程拓展署設有1個總部，2個功能分處（即土木工程處和土力工程處）和5個分區拓展處（可持續大嶼辦事處、東拓展處、南拓展處、西拓展處以及北拓展處）。

## 重組成立
土木工程拓展署於2004年7月1日由土木工程署與拓展署合併而成，隸屬環境運輸及工務局。2007年7月1日，決策局重組後，土木工程拓展署被劃入新成立的發展局。

## 歷任首長
- 曹德江（2004年7月－2005年10月）
- 蔡新榮（2005年10月－2011年1月）
- 韓志強（2011年1月－2015年4月6日）
- 鍾錦華（2015年5月11日－2016年8月8日）
- 林世雄（2016年9月27日－2018年10月13日）[3][4]
- 劉俊傑（2018年10月14日－2021年10月7日）[4][5]
- 李偉彬（署理；2021年10月8日－2022年2月28日）[5][6]
- 黎卓豪（署理；2022年3月1日—2022年5月9日）[6][7]
- 方學誠（2022年5月10日至今）[7]

## 外部連結
- 土木工程拓展署 （页面存档备份，存于）

| 前任： · 香港土木工程署 | 香港土木工程拓展署 |  |
| 前任： · 香港拓展署     | 香港土木工程拓展署 |  |